# Drusus discolor
Drusus discolor är en nattsländeart som först beskrevs av Jules Pièrre Rambur 1842.  Drusus discolor ingår i släktet Drusus och familjen husmasknattsländor. Inga underarter finns listade i Catalogue of Life.